# Andorra nos Jogos Olímpicos de Inverno de 2014
Andorra participou nos Jogos Olímpicos de Inverno de 2014, realizados na cidade de Sóchi, na Rússia. Foi a décima primeira aparição do país em Olimpíadas de Inverno.

## Desempenho

### Biatlo
Feminino
| Atleta       | Evento     | Final   | Final       | Final   |
| Atleta       | Evento     | Tempo   | Penalidades | Posição |
| ------------ | ---------- | ------- | ----------- | ------- |
| Laure Soulié | Velocidade | 23:57.8 | 2 (1+1)     | 66º     |
| Laure Soulié | Individual | 50:04.2 | 3 (1+1+0+1) | 48º     |

### Esqui alpino
Feminino
| Atleta           | Evento         | 1ª corrida | 2ª corrida | Total   | Pos. |
| ---------------- | -------------- | ---------- | ---------- | ------- | ---- |
| Mireia Gutiérrez | Combinado      | 1:49.04    | 53.26      | 2:42.30 | 18º  |
| Mireia Gutiérrez | Slalom         | DNF        | DNF        | DNF     | DNF  |
| Mireia Gutiérrez | Slalom gigante | DNF        | DNF        | DNF     | DNF  |

Masculino
| Atleta             | Evento         | 1ª corrida | 2ª corrida | Total   | Pos. |
| ------------------ | -------------- | ---------- | ---------- | ------- | ---- |
| Kevin Esteve       | Downhill       |            |            | 2:10.80 | 32º  |
| Marc Oliveras      | Downhill       |            |            | 2:12.76 | 40º  |
| Marc Oliveras      | Combinado      | 1:57.08    | 1:01.46    | 2:58.54 | 31º  |
| Marc Oliveras      | Slalom gigante | 1:26.40    | 1:27.34    | 2:53.74 | 38º  |
| Marc Oliveras      | Super-G        |            |            | 1:22.02 | 35º  |
| Joan Verdú Sánchez | Downhill       | DNF        | DNF        | DNF     | DNF  |

### Snowboard
Masculino
| Atleta              | Evento          | Preliminar | Preliminar | Oitavas | Quartas     | Semifinal   | Final       | Final |
| Atleta              | Evento          | Tempo      | Pos.       | Posição | Posição     | Posição     | Posição     | Pos.  |
| ------------------- | --------------- | ---------- | ---------- | ------- | ----------- | ----------- | ----------- | ----- |
| Lluís Marín Tarroch | Snowboard cross | CAN        | CAN        | DSQ     | Não avançou | Não avançou | Não avançou | =25º  |

Legenda
| Recorde mundial      | Recorde mundial (World record)               |                       | Recorde africano                      | Recorde africano (African) |                                           | Q | Classificado por posição (Qualified) |
| Recorde olímpico     | Recorde olímpico (Olympic record)            | Recorde da América    | Recorde da América (Americas)         | q                          | Classificado por melhor tempo (Qualified) |   |                                      |
| Melhor marca do ano  | Melhor marca do ano (World leading)          | Recorde asiático      | Recorde asiático (Asian)              | DNS                        | Não largou (Did not start)                |   |                                      |
| Recorde nacional     | Recorde nacional (National record)           | Recorde europeu       | Recorde europeu (European)            | DNF                        | Não terminou (Did not finish)             |   |                                      |
| Recorde pessoal      | Recorde pessoal do atleta (Personal best)    | Recorde da Oceania    | Recorde da Oceania (Oceania)          | DSQ / DQ                   | Desclassificado (Disqualified)            |   |                                      |
| Recorde da temporada | Recorde da temporada do atleta (Season best) | Recorde sul-americano | Recorde sul-americano (South America) | NM                         | Sem marca (No mark)                       |   |                                      |